# Dendrocalamus farinosus
Dendrocalamus farinosus är en gräsart som först beskrevs av Yi Li Keng och Keng f., och fick sitt nu gällande namn av Liang Chi Chia och Hok Lam Fung. Dendrocalamus farinosus ingår i släktet Dendrocalamus och familjen gräs. Inga underarter finns listade i Catalogue of Life.